# ربنا
«ربّنا» یا «ربّنای شجریان» یکی از آثار برجستهٔ محمدرضا شجریان و شامل ۴ دعا از آیات قرآن است که در دستگاه سه‌گاه خوانده شده و همه دعاهای آن با عبارت ربّنا آغاز می‌شوند. این اثر در تیر سال ۱۳۵۸ ضبط شده و برای مدت ۳۰ سال، جزو برنامه‌های اصلی سازمان صدا و سیمای جمهوری اسلامی ایران در ماه رمضان بوده‌است. این اثر در ۱۹ اردیبهشت سال ۱۳۹۶ در فهرست آثار معنوی (ناملموس) ایران با شماره ۱۳۹۶ به ثبت رسید.
بنا به گفتهٔ شجریان، به دلیل اینکه پیشتر سید جواد ذبیحی، مناجاتی با عنوان ربنا خوانده بود و سال‌ها مردم به شنیدن آن در زمان افطار عادت کرده بودند، او ربنای جدید را با اضافه کردن ۲ آیهٔ قرآن ساخت و در یکی از استودیوهای رادیو ایران ضبط کرد. انگیزهٔ اصلی وی از ضبط این اثر، تدریس آن به هنرجویانی بود که قرار بود برای مراسم پیش از افطارِ صدا و سیما، مناجات بخوانند.
محمدرضا شجریان این دعا را که یک نسخه تمرینی بود برای آموزش و تمرین شاگردانش خواند.

## شکل‌گیری
در سال ۱۳۵۸ تحولاتی در بخش موسیقی رادیو در حال شکل‌گیری بود و مدیران قصد تعطیلی تولید موسیقی در این سازمان را داشتند. در این هنگام محمدرضا شجریان از جمله افرادی بود که طی جلسه‌هایی با مدیران رادیو، خواهانِ نگه‌داشتن نیروهای خوب در بخش موسیقی بودند. در جریان جلسه با مدیران، رئیس وقت رادیو از محمدرضا شجریان می‌خواهد که با توجه به تغییرات و تحولات سیاسی و مذهبی ایران برای پخش آثار جدید قبل از افطار، طرحی ارائه دهد. شجریان در پاسخ می‌گوید که سال‌ها است از فضای چنین آثاری دور شده و کار او نیست اما «وجیه اللهی» (رئیس رادیو) می‌گوید «فقط شما می‌توانید و ما تنها شما را داریم» و از شجریان می‌خواهد تا برای افطار، مناجات و اذان کاری انجام دهد. در آن زمان محمدرضا شجریان که خود را از وزارت کشاورزی به رادیو منتقل کرده بود و کارمند رادیو محسوب می‌شد، پذیرفت و در تابستان ۱۳۵۸ یک کلاس آموزشی برای افرادی که قرار بود دعای سحر و مناجات بخوانند برگزار کرد. پس از مدتی نیز ضبط این آثار را آغاز نمود.
به گفتهٔ محمدرضا شجریان، ربنا متأثر از مناجاتی با همین نام از جواد ذبیحی بوده‌است. ذبیحی آن اثر را پیش از انقلاب اسلامی ایران خوانده بود و شجریان نیز از نوجوانی با کارهای ذبیحی آشنا بود. به گفتهٔ شجریان، مردم در آن دوره به ربنا و دعای سحر مرحوم ذبیحی و اذان مرحوم مؤذن‌زاده اردبیلی عادت کرده بودند، بنا بر این شجریان هم در اثر خود سعی کرد به حال و هوای آن آثار نزدیک باشد. او در مناجات ربنا، همان آیاتی را که ذبیحی در مناجاتش خوانده بود، به همراه دو آیهٔ دیگر از سوره آل عمران و بقره به کار برد.
محمدرضا شجریان یک بار دیگر به مسئولان می‌گوید که با توجه به اینکه مخاطب سال‌هاست او را به عنوان خوانندهٔ آواز می‌شناسد، اجرای ربنا و اذان توسط او ممکن است برای مردم پذیرفتنی نباشد. او به مسئولان می‌گوید: «من به شما کمک می‌کنم و به دیگران آموزش می‌دهم تا آن‌ها بتوانند ربنا و دعا بخوانند اما خودم این کار را نمی‌کنم.» این پیشنهاد پذیرفته می‌شود و شجریان ربنا و مثنوی افشاری را بدون هیچ تکرار و تصحیحی در استودیو ضبط می‌کند و در اختیار ۴ نفر از هنرجویان می‌گذارد تا تمرین کنند و برای ضبط آماده شوند. پس از ۲۰ روز تمرین، شجریان به اتفاق ۳ نفر از هنرجویان، از جمله قاسم رفعتی به استودیو می‌روند و قسمت به قسمت ربنا را با صدای هنرجویان ضبط می‌کنند. محمدرضا شجریان دراین مورد گفته‌است:
«از چهار بعدازظهر تا سه صبح کارها را تک و تنها در رادیو تصحیح می‌کردم تا اثر مناسبی برای پخش در ماه رمضان آماده شود. کارها را دو روز مانده به ماه رمضان آماده کردم و به رئیس رادیو ارائه کردم. اما از همان موقع و حتی قبل تر آن، فریدون شهبازیان که کار من را شنیده بودند، اصرار می‌کردند که با صدای خودم پخش شود و من هم مصرانه می‌گفتم که صدای من نباید این گونه پخش بشود، هیچ اجازه‌ای به آن‌ها برای پخش ندادم. از همان زمان هم تصمیم گرفته بودم که دیگر در رادیو کار نکنم به آقای وجیه اللهی اعلام کردم که دیگر به رادیو نمی‌آیم. اما روز اول ماه رمضان دیدم ربنایی را که خودم خوانده‌ام از رادیو پخش شد.»
او می‌افزاد: «زنگ زدم به آقای وجیه اللهی. دیدم ایشان خیلی خوشحال هستند و می‌خندند. گفت که این تیر از کمان رها شده و من این را کپی کردم و به همه رادیوها و شهرستان‌ها دادم و همه این کار را پخش کردند. اعتراض کردم اما او خندید و گفت که ما برنامهٔ به این خوبی را از دست نمی‌دهیم و این کار را باید همه مردم بشنوند»

## متن ربنا
متن کامل آیه‌هایی که این دعاها از آن‌ها استخراج شده در ادامه آمده‌اند. در ربّنای شجریان، هر آیه از ابتدای ربّنا تا آخر آیه خوانده می‌شود.
- ربّنای نخست:

﴿رَبَّنَا لَا تُزِغْ قُلُوبَنَا بَعْدَ إِذْ هَدَيْتَنَا وَهَبْ لَنَا مِنْ لَدُنْكَ رَحْمَةً ۚ إِنَّكَ أَنْتَ الْوَهَّابُ﴾(سورهٔ آل‌عمران-آیهٔ ۸)
بار الهیٰ، دل‌های ما را به باطل میل مده پس از آنکه به حق هدایت فرمودی، و به ما از لطف خویش اجر کامل عطا فرما که همانا تویی بخشندهٔ بی‌منّت.
- ربّنای دوم:

﴿إِنَّهُ كَانَ فَرِيقٌ مِنْ عِبَادِي يَقُولُونَ رَبَّنَا آمَنَّا فَاغْفِرْ لَنَا وَارْحَمْنَا وَأَنْتَ خَيْرُ الرَّاحِمِينَ﴾(سورهٔ مؤمنون-آیهٔ ۱۰۹)
زیرا شمایید که چون طایفه‌ای از بندگان صالح من روی به من آورده و عرض می‌کردند بار الهیٰ ما به تو ایمان آوردیم، تو از گناهان ما درگذر و در حق ما لطف و مهربانی فرما که تو بهترین مهربانان هستی.
- ربّنای سوم:

﴿إِذْ أَوَى الْفِتْيَةُ إِلَى الْكَهْفِ فَقَالُوا رَبَّنَا آتِنَا مِنْ لَدُنْكَ رَحْمَةً وَهَيِّئْ لَنَا مِنْ أَمْرِنَا رَشَدًا﴾(سورهٔ کهف-آیهٔ ۱۰)
آنگاه که آن جوانان کهف (از بیم دشمن) در غار کوه پنهان شدند، از درگاه خدا خواستند: بار الهیٰ تو در حق ما به لطف خاص خود رحمتی عطا فرما و بر ما وسیلهٔ رشد و هدایتی کامل مهیا ساز.
- ربّنای چهارم:

﴿وَلَمَّا بَرَزُوا لِجَالُوتَ وَجُنُودِهِ قَالُوا رَبَّنَا أَفْرِغْ عَلَيْنَا صَبْرًا وَثَبِّتْ أَقْدَامَنَا وَانْصُرْنَا عَلَى الْقَوْمِ الْكَافِرِينَ﴾(سورهٔ بقره-آیهٔ ۲۵۰)
چون آن‌ها در میدان مبارزه جالوت و لشکریان او آمدند، از خدا خواستند که بار پروردگارا به ما صبر و استواری بخش و ما را ثابت قدم دار و ما را بر شکست کافران یاری فرما.

## ویژگی‌های موسیقایی
شجریان ربنا را در دستگاه سه‌گاه خوانده‌است. در بخش‌هایی از آن، موسیقی به دستگاه‌ها و آوازهای دیگر ردیف موسیقی ایرانی از جمله آواز افشاری و گوشهٔ عراق نیز پرده‌گردانی می‌کند اما در انتها به سه‌گاه برمی‌گردد. ربنا در نواری که محمدرضا شجریان با نام به یاد پدر ضبط کرده، منتشر شده‌است.
این اجرا تقریباً فاقد تحریر است و بجز چند نت، تماماً بوسیلهٔ غلت و ویبراسیون اجرا شده‌است. ربنای شجریان از ابتدا، روی نتهای سی بمل و سپس دو اوج می‌گیرد (روی خط حامل کلید سل) و در حوالی این نت‌ها گردش دارد و تا نت می بمل به بالاترین نت خود می‌رسد.

## ماجرای شکایت شجریان از صدا و سیما
محمدرضا شجریان سال ۱۳۷۴ در نامه ای به علی لاریجانی، رئیس وقت صدا و سیما، در اعتراض به پخش موسیقی‌های خالتوری خواستار آن شده بود که آثارش از تلویزیون و رادیو پخش نشود اما پخش کردن ربنا را مستثنی کرده بود. همچنین پس از دهمین دورهٔ انتخابات ریاست جمهوری ایران، محمدرضا شجریان در نامه‌ای به عزت‌الله ضرغامی از وی خواست تا از پخش آثار او در صدا و سیما خودداری کند. این در حالی بود که دعای ربّنا با سفرهٔ افطار ایرانیان در ماه رمضان عجین شده بود. بنابراین، شجریان هم پس از شکایت از صدا و سیما، به صورت خاص اجازهٔ پخش ربّنا و ادعیه (مثنوی افشاری) را به صدا و سیما داد ولی اعلام کرد که تا زمانی که وارونه نمایاندن واقعیت‌ها در صداوسیما صورت می‌پذیرد، به پخش سایر آثارش از شبکه‌های مختلف آن رضایت نخواهد داد. محمد حسین صوفی، معاون صدای صدا و سیما، در واکنش به این موضوع اعلام کرد که رادیو حتی در ماه رمضان هم ربّنا و ادعیهٔ محمدرضا شجریان را پخش نمی‌کند.
در تابستان ۱۳۸۹ و هم‌زمان با آغاز ماه رمضان، سازمان صدا و سیما پخش دعای ربنا با صدای محمدرضا شجریان را به‌طور کامل در تمام شبکه‌ها ممنوع کرد. این سازمان اعلام کرد که حتی از پخش آگهی‌های بازرگانی که معمولاً در ماه رمضان با نوای اذان یا دعا همراه است در صورتی که صدای ربنا زیر صدای آگهی قرار گرفته باشد ممانعت می‌کند.

## پخش ربنا
در خرداد ۱۳۹۶، رضا صالحی امیری، وزیر ارشاد وقت، در نامه‌ای خطاب به رئیس سازمان صدا و سیما خواهان پخش مجدد ربنای شجریان در روزهای رمضان از تلویزیون شد.
در پاسخ به این نامه، محمد جواد لاریجانی به عنوان عضو شورای نظارت بر صدا و سیما، اعلام کرد که پخش ربنای شجریان از تلویزیون خلاف موازین شرعی تلاوت است. در بخشی از این نامه آمده‌است:
از آنجا که موضوع دفاع از ایشان یک مناقشه سیاسی شده‌است، لذا در تلاوت مذکور توجه به آیت تحت‌الشعاع قرار می‌گیرد و این امر خلاف موازین شرعی تلاوت است؛ لذا خواهشمند است که سایر قطعات آوازی آن هنرمند را مطرح فرمائید که اتفاقاً دارای ساختار موسیقایی مهمتری هم هستند. حتماً می‌دانید که تحت‌الشعاع قرار گرفتن توجه به آیات باهرات نسبت به مقارنات آنقدر مهم بوده که برخی از فقهای بزرگ، تلاوت ملحون را مورد شبهه قرار داده‌اند.
این نامه محمدجواد لاریجانی، واکنش‌های مختلفی را در پی داشت. حمیدرضا نوربخش در این‌باره به ایلنا گفت:
چطور کسی که در وادی کار قرآنی هیچ سابقه‌ای نداشته، به خودش اجازه می‌دهد این‌گونه جسورانه و با اعتماد به نفس دربارهٔ مقوله‌ای که اطلاعاتی در موردش ندارد، سخن بگوید؟ … سؤال من این است که آقای دکتر لاریجانی از کدام جایگاه کارشناسی دربارهٔ ربنای استاد شجریان صحبت می‌کند؟ ایشان استاد قرائت هستند؟ یا کارشناس قرآن؟ یا مفسر هستند؟ نکته آخر اینکه می‌خواهم به آقای دکتر محمدجواد لاریجانی بگویم با این قاعده‌ای که شما می‌گویید، اذان مرحوم موذن‌زاده اردبیلی نیز از نظر قواعد قرائت قرآن مشکل دارد. ایشان لطف کنند به صدا و سیما بگویند دیگر اذان موذن‌زاده اردبیلی را پخش نکنند. به دلیل اینکه اگر بخواهیم از نظر قواعد تجوید بررسی کنیم، اذانی که مرحوم استاد موذن‌زاده اردبیلی گفته‌اند اذان فارسی محسوب می‌شود و از لحن فارسی در آن استفاده شده و تجویدش هم متفاوت است.
به گفته نوربخش، یکی از بهترین قرائت‌ها در زمینه مناجات‌خوانی، همین ربنای شجریان است و مناجات‌خوانی با تلاوت قرآن تفاوت دارد و استاد شجریان آثاری در زمینه قرائت قرآن هم دارند که دکتر لاریجانی می‌توانند به آنها مراجعه کنند.
همچنین عبدالحسین مختاباد در واکنش به غیرشرعی خواندن ربنای شجریان توسط محمدجواد لاریجانی، واکنش تندی از خود نشان داد و در کانال تلگرامی خود نوشت: «جناب لاریجانی، شما بهتراست به سیاست‌بازی خود بپردازید و در امور موسیقی دخالت نفرمایید… بزرگش نخوانند اهل خرد، که نام بزرگان به زشتی بَرَد.»
علی خامنه‌ای در یک سخنرانی با اشاره به نامه وزیر ارشاد گفت: «اینکه در وضعیتی که این‌همه مسائل مهم فرهنگی در کشور داریم، فلان آهنگ قبل افطار پخش بشود یا نشود، این می‌شود مسئلهٔ اصلی، نامه‌نگاری می‌کنند؛ پیداست این دستگاه اختلال پیدا کرده، مسئلهٔ اصلی را تشخیص نمی‌دهند.»
ربنای شجریان در دهه ۶۰ که حساسیت‌ها بر روی موسیقی بیشتر بود، بدون مشکل از تلویزیون ایران پخش می‌شد. به گفته محمد هاشمی که در فاصلهٔ سال‌های ۱۳۶۰ تا ۱۳۷۲ رئیس سازمان صدا و سیما بوده‌است، روح‌الله خمینی در صورت وجود اشکالی شرعی در برنامه‌های تلویزیون ایران، در این سال‌ها به این سازمان تذکر می‌داد؛ ولی در مورد ربنا هیچ تذکری ندادند. به گفته وی رهبر وقت ایران، بارها ربنا را شنیده بود.

## ربنای شجریان از نگاه دیگران
- راغب مصطفی غلوش از قاریان نامدار مصری که در سفرش به ایران ربنای شجریان را می‌شنود، نسخه ای از آن را برای الگو سازی در اختیار می‌گیرد اما پس از مدتی بیان می‌کند که خواندن ربنای شجریان کار هر خواننده ای نیست.[۲۵]
- هوشنگ ابتهاج ربنا را اثری غیر زمینی و «شاهکار بزرگ شجریان» می‌داند و می‌گوید هیچ‌کس، حتی خود شجریان نمی‌تواند این‌طور بخواند.[۲۶]
- شهرام ناظری: ربنای استاد شجریان از نظر کیفیت اجرا بی‌نظیر است اما من همیشه دلم می‌خواست ربنای ایشان با لحن و بیان ایرانی اجرا می‌شد. اگر این اتفاق می‌افتاد می‌توانست تأثیر مهمی بر طرز بیان و لحن نسل امروز و آینده آواز ایران در چنین اجراهایی بگذارد.[۲۷]
- غلامعلی کویتی‌پور، خواننده مطرح مذهبی، گفته‌است: «اگر کلام خدا عاشقانه خوانده شود و عاشقانه به آن گوش کنی، امکان ندارد تن و بدنت نلرزد. به‌خاطر ندارم زمانی را که «ربنا» ی استاد شجریان را شنیده باشم و از خود بی‌خود نشوم. ربنای ایشان، مثل بسیاری از آثار دیگرشان، جاودانه و جزئی از فرهنگ و هنر ماست.»[۲۸][۲۹]
- سید علی خامنه‌ای (سال ۱۳۷۰): «... آن «ربّنا» هایی که شجریان خوانده و در ماه رمضان قبل از اذان مغرب می‌گذارند، یک کار هنری است؛ یک کارِ حالی نیست؛ مناسب نیست که بعد از اذان، کسی بخواهد آن‌طور چیزی را بگذارد؛ نه، بعد از اذان، به نظرم می‌رسد که همین صدای معمولیِ مسجدیِ ما بهتر و مناسب‌تر باشد.»[۳۰]

## آثار مرتبط

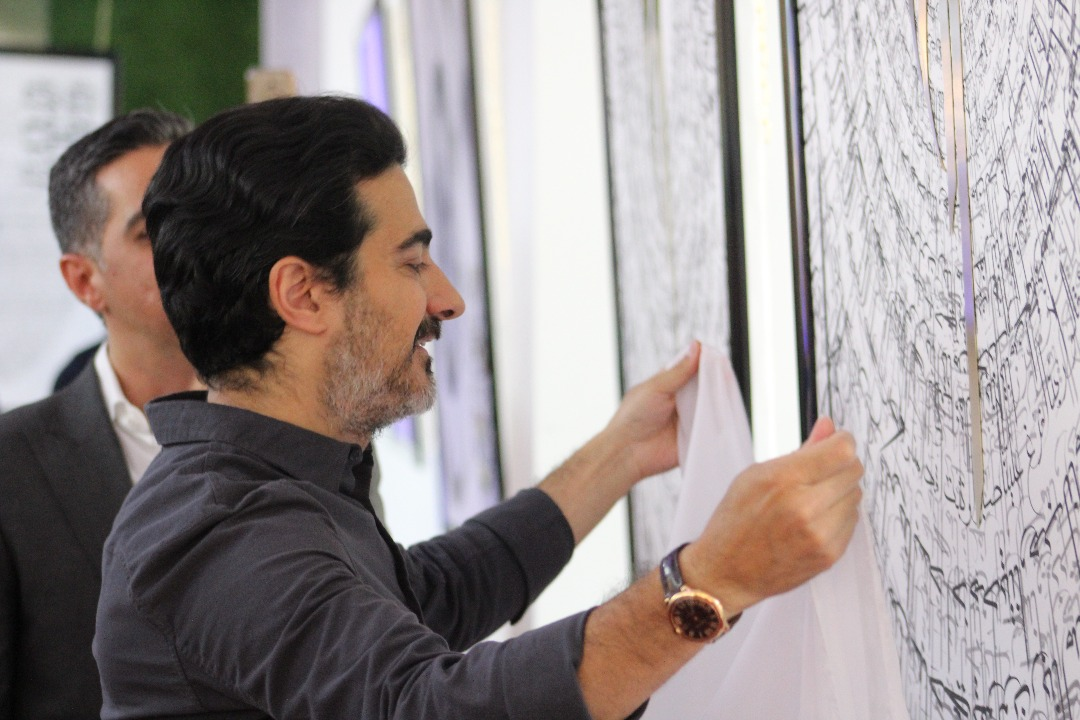
Unveiling of the Rabbana painting by Homayoun Shajarian (2017)

در سال ۱۳۹۷، هنرمند مفهومی ایرانی، علی رحیمی پارسا (علی پارسا)، دو اثر خط نقاشی دوقلو با عنوان «ربّنا» خلق کرد که برگرفته از دعای ربّنا بود. این آثار با اجازه و تأیید استاد محمدرضا شجریان و به امضای همایون شجریان رونمایی شدند. رونمایی این آثار توسط همایون شجریان انجام شد. مقرر است عواید حاصل از فروش این آثار صرف ساخت مرکز فرهنگی با نام «ربّنا» شود.

## جایگزین
برخی رسانه‌ها، با تهیه گزارش‌هایی اعلام کردند که در پی حذف این قطعه از صدا و سیما، علیرضا افتخاری می‌خواهد جایگزین «ربنا» را بخواند و در اختیار صدا و سیما بگذارد. افتخاری با تکذیب این خبر، یافتن جایگزین برای آن قطعه را نشدنی دانست و با ابراز ارادت محمدرضا شجریان اعلام کرد که مردم می‌توانند از طرق دیگری، به جز شبکه‌های صدا وسیما، این قطعه را در خانه‌هایشان بشنوند و حتماً هم خواهند شنید. البته او در همین یادداشت از رسانه ملی خواست که این قطعه را همچون گذشته با صدای شجریان پخش کند.